# Schloss Hiller-Gärtringen

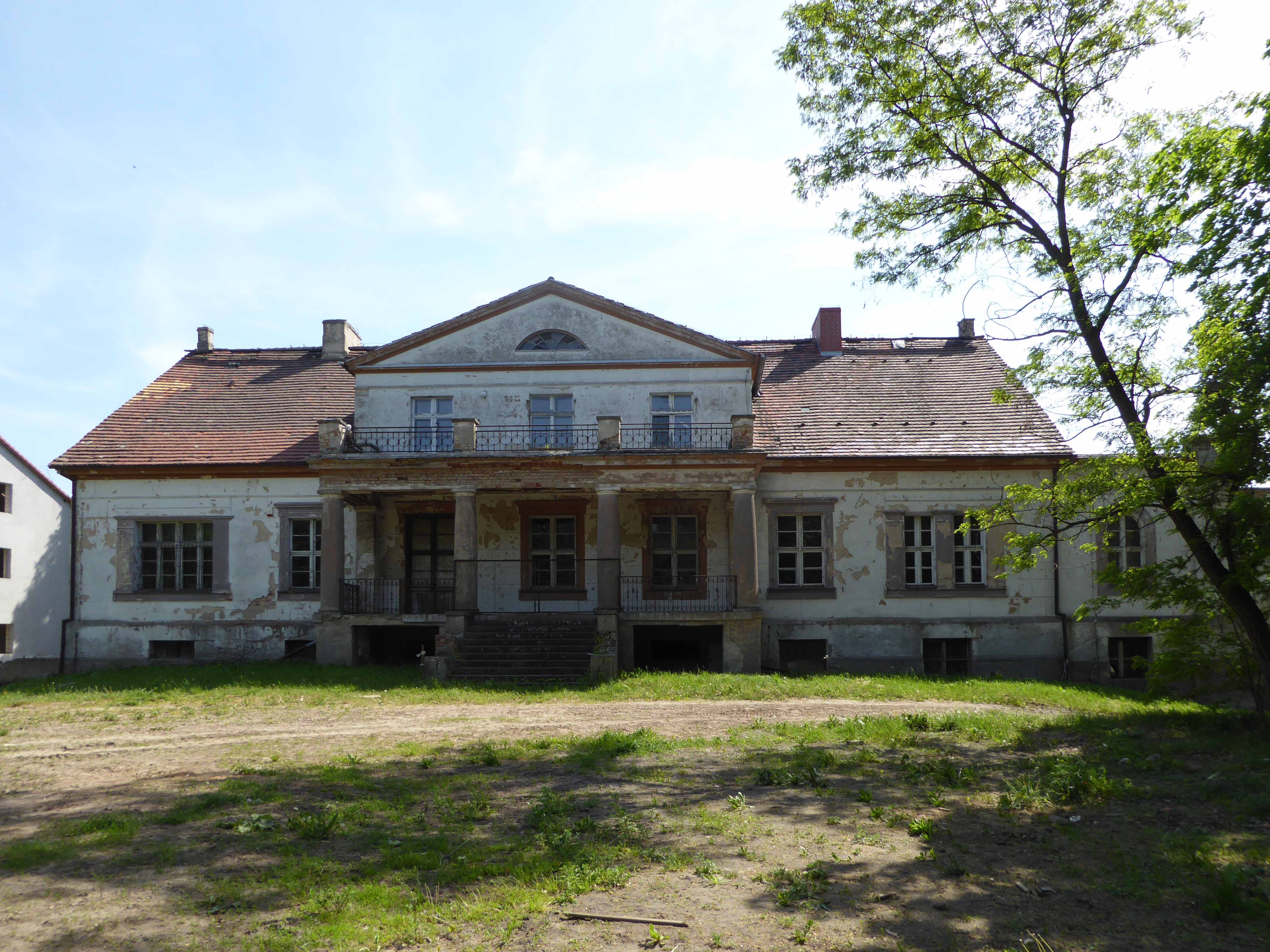
Schloss Hiller-Gärtringen

Das Schloss Hiller-Gärtringen (polnisch Dwór biskupi) ist ein ruinöses Schloss im polnischen Pszczew (Betsche) im ehemaligen Kreis Meseritz, heute Powiat Międzyrzecki der Woiwodschaft Lebus.

## Geschichte
Im Jahr 1508 erhielt Betsche vom Erzbischof von Warschau die ersten Privilegien. Später ging die Herrschaft in den Besitz des Bistums Posen über. Von diesem wurde der Ort als Sommersitz genutzt und dazu der Bau eines Schlosses um 1694 abgeschlossen.
Die bischöflichen Visitationen geben Auskunft über das bischöfliche Gut, seine Ausstattung und über die Wirtschaftsgebäude in seiner Umgebung. Sie beschreiben das Herrenhaus als eingeschossigen Fachwerkbau, der jedoch eine seiner repräsentativen Funktion entsprechende Form aufwies. Nachdem die kirchlichen Güter infolge der zweiten Teilung Polens 1793 eingezogen worden waren, gehörte der Ort ab 1796 zum württembergischen Hohenlohe-Ingelfingen. 1828 kauften die württembergischen Hiller von Gaertringen aus Gärtringen die Herrschaft, die den heutigen Bau auf Grundmauern des Vorgängerbaus errichten ließen. Später war ein Zweig der Dohna.

## Bauwerk
Das Gebäude auf rechteckigem Grundriss ist mit einem Satteldach mit dreiachsigen Zwerchhäusern zum Hof und zum Park hin gedeckt. Auf der Parkseite weist die zentrale Achse einen Balkon auf, der von vier toskanischen Säulen getragen wird. Die Hauptfassade nach Osten ist neunachsig und symmetrisch, mit dem Eingang in der Mittelachse. Die spärlichen architektonischen Details sind im klassizistischen Stil gehalten, unter anderem Rustizierung im Mittelteil, Lisenen und dorischen Pilaster an den Ecken der Fassade sowie das mit Akrotern verzierte Portal. Das Schloss ist heute ruinös.